# سنان بن أنس
سنان بن أنس النخعي المذحجي أحد المشاركين في قتل الحسين بن علي، وذكر الكثير من المؤرخين أنه هو الذي إحتز رأس الحسين.
ذكر الدارقطني -أحد أعلام الحديث- أن سنان بن أنس كان أحد الذين شاركوا في قتل الحسين بن علي في كربلاء، ووصفه بقوله: «سنان بن أنس الملعون قاتل الحسين بن علي عليه السلام ولعن الله سناناً».

## معركة كربلاء
كان من جيش عمر بن سعد في المعركة، وذكر بأنه ضرب الحسين برمح وقيل أنه هو الذي قتله.

### احتزاز رأس الحسين
ذكر بأنه هو الذي احتز رأس الحسين بينما قيل بأنه شمر بن ذي الجوشن وقيل خولي بن يزيد الأصبحي، وذهب به إلى عبيد الله بن زياد ووضعه عنده وأنشد:

| إملأ ركابي فضة وذهبا    |  | إني قتلت السيد المحجبا  |
| قتلت خير الناس أما وأبا |  | وخيرهم إذ يذكرون النسبا |

وورد في مختصر تاريخ دمشق لابن عساكر لابن منظور:
 قتله كيان أبو عمرة أثناء هروبه إلى البصرة.